# Bibioninae
Mouches de la Saint-Marc
Sous-famille
Les Bibioninae, les Mouches de la Saint-Marc, sont une sous-famille d'insectes diptères nématocères de la famille des Bibionidae.

## Liste des genres
Selon BioLib (3 mars 2021) :
- Bibio Geoffroy, 1762
- Bibiodes Coquillet, 1904
- Bibiodites Cockerell, 1915
- Bibionellus Edwards, 1935
- Dilophus Meigen, 1803
- Enicoscolus Hardy, 1961
- Lithosomyia Carpenter, 1985
- Megeana Meunier, 1899

## Publication
Cette sous-famille a été créée en 1821 par John Fleming (1785-1857).

### Ouvrage
- (en) J. Fleming, Insecta. Supplement to the Fourth, Fifth and Sixth Editions of the Encyclopaedia Britannica, vol. 5, 1821, 41-56 p.